# Ран'ейсай Асікуні
Ран'ейсай Асікуні (*蘭英斎 芦国, 1775—1820) — японський художник жанру укійо-е періоду Едо. Був також відомий під ім'ям Нуноя Тюдзабуро і мав псевдоніми Кьоґадо, Сеййосай, Рансай, Росю. Засновник школи Асаяма.

## Життя та творчість
Походив з роду Асаяма. Народився 1775 року в Осаці, де прожив усе життя. Отримав ім'я Асікуні. Замолоду виявив хист до малювання. Його вчителем був Суга Ранрінсай. З близько 1801 року стає самостійним художником. У 1810-ті роки Ран'ейсай Асікуні став працювати зі станковою гравюрою.
На початку своєї творчості Ран'ейсай Асікуні став відомий як ілюстратор до книг, що зображує акторів (якуся-ехон). Завдяки Ран'ейсаю цей жанр став модний в Осаці. Про це свідчать спільні роботи з Тойокава Йосікуні і Сюнкосай Хокуей, створені під його керівництвом. Типовими для Ран'ейсая і його учнів стали гравюри-поліптихи з 8-10 частин.
В станковій гравюрі використовував нестандартний вузький вертикальний формат (33х22 см), що використовувався ним раніше в книгах. В такому форматі виконані його портрети акторів Арасі Кіцусабуро II і Асао Кудзаемона I [ja]. З 1816 року Ран перейшов до стандартного формату (37х25 см).